# きららかおり
きらら かおり（1972年8月8日 - ）は、日本の元AV女優。
東京都出身。血液型:B型。身長:162cm。スリーサイズ:B84・W58・H88。

## 略歴・人物
1991年12月にビデオメーカー・アロックスの専属女優としてAVデビュー。
半年ほどで引退、オリジナルの出演作品は5本。

## 出演作品

### アダルトビデオ
オリジナル作品
- いちばん星きらら　（1991年12月24日、アロックス）　※デビュー作
- 五ッ星きらら　（1992年1月31日、アロックス）
- リアル きららかおり　（1992年2月28日、アロックス）
- 星に願いを 流れ星きらら　（1992年3月31日、アロックス）
- ショック!　（1992年4月24日、アロックス）

総集編・再発売作品
- Re:きららかおり　（2003年3月8日、ロイヤル・アート）
- Forever Actress Vol.03　（2003年9月11日、エッチ・アンド・ティー）
- Re:きららかおり2　（2004年1月30日、ロイヤル・アート）
- きららの激エロを4時間たっぷり垂れ流し!　（2007年5月31日、チャンネル・ヴィ）
- Legend ～レジェンド～ VOL.22　（2007年6月29日、エー・エス・ジェイ）
- きららかおり パーフェクトディスク　（2008年4月10日、ロデオドライブ）